# اقتصاد معمى
الاقتصاد المعمى (بالإنجليزية: Cryptoeconomics) يعد نموذجًا اقتصاديًا متطورًا لمنهج متعدد التخصصات لدراسة الاقتصادات الرقمية وتطبيقات التمويل اللامركزي (DeFi). يدمج الاقتصاد المعمى المفاهيم والمبادئ من الاقتصاد التقليدي وعلم التعمية وعلوم الحاسوب وتخصصات نظرية الألعاب الرياضية. تمامًا كما يوفر الاقتصاد التقليدي أساسًا نظريًا للخدمات المالية التقليدية (المعروفة أيضًا باسم التمويل المركزي أو CeFi)، يوفر الاقتصاد المعمى أساسًا نظريًا لخدمات التبادل غير المركزي التي يتم شراؤها وبيعها عبر العملات المعماة، وتكون ملزمة قانونًا بالعقود الذكية.

## التعاريف والأهداف
صاغ مجتمع الإيثريوم مصطلح الاقتصاد المعمى خلال سنوات تكوينه (2014-2015)، ولكنه استوحى في البداية من تطبيق الحوافز الاقتصادية في بروتوكول البيتكوين الأصلي في عام 2008. على الرغم من أن العبارة تُنسب عادةً إلى فيتاليك بوتيرين، فإن أول استخدام عام موثق هو حديث لفلاد زامفير بعنوان «ما هو اقتصاد التعمية؟» عام 2015. نظرة زامفير للاقتصاد المعمى واسعة نسبيًا وأكاديمية: «.نظام رسمي يدرس البروتوكولات التي تحكم إنتاج وتوزيع واستهلاك السلع والخدمات في الاقتصاد الرقمي اللامركزي، علم الاقتصاد المعمى هو علم عملي يركز على تصميم وتوصيف هذه البروتوكولات».
وفي عام 2017 كانت وجهة نظر بوتيرين أكثر تحديدًا وواقعية: «هناك منهجية بناء الأنظمة التي تحاول ضمان أنواع معينة من خصائص أمن المعلومات».
تتمثل الأهداف الأساسية للاقتصاد المعمى في فهم كيفية تمويل وتصميم وتطوير وتسهيل عمليات أنظمة التمويل اللامركزي، وتطبيق الحوافز الاقتصادية والعقوبات لتنظيم توزيع السلع والخدمات في الاقتصادات الرقمية الناشئة.

## المفاهيم والمبادئ

### الاقتصاديات
ينطبق على الاقتصاد المعمى بالإضافة إلى الاقتصاد التقليدي بـ «الاقتصاد الكلي». وبالتالي فإن المفاهيم الاقتصادية التقليدية المتعلقة بإنتاج وتوزيع واستهلاك السلع والخدمات تنطبق أيضًا على الاقتصاد المعمى، حيث أنها تشمل القوانين الاقتصادية الأساسية الثلاثة لآدم سميث: قانون العرض والطلب، وقانون المصلحة الذاتية، وقانون المنافسة. كما أنها تتضمن مفاهيم اقتصادية أكثر حداثة، مثل نظرية النقد الإلزامي والنظرية النقدية الحديثة.

### التعمية

تعمية باستخدام المفتاح العام : يمكن لأي شخص تعمية الرسائل باستخدام مفتاح عام، ولكن يمكن فقط لمالك المفتاح الخاص المقترن فك تعمية مثل هذه الرسالة. يعتمد أمان النظام على سرية المفتاح الخاص.

علم التعمية هو ممارسة ودراسة تقنيات الاتصال الآمن في ظل وجود سلوك عدائي، يهتم التعمية بإنشاء وتحليل البروتوكولات التي تمنع الأطراف الثالثة من قراءة الرسائل الخاصة، وتتناول الجوانب التفصيلية المختلفة لأمن المعلومات، مثل سرية البيانات، وسلامتها، والمصادقة، وعدم الإنكار. تعد تقنيات التعمية ضرورية لضمان أن معاملات التجارة الإلكترونية آمنة ولا رجعة فيها بشكل عام، وتتضمن تقنيات التعمية هذه:
- تعمية باستخدام المفتاح العام
- تعمية بين الطرفيات
- إثباتات غير مكشوفة

### علوم الحاسوب

بنية شبكة ند لن (P2P) : تشترك العقد الحاسوبية الشبكية («الأقران») في الموارد فيما بينها دون الحاجة إلى نظام إداري مركزي (خادم).

تعد علوم الحاسوب، وهي دراسة وممارسة الحساب والأتمتة والمعلومات، ضرورية لضمان توزيع معاملات التجارة الإلكترونية واللامركزية، تشمل تقنيات علوم الحاسوب المطبقة على الاقتصاد المعمى:
- هندسة الشبكة من ند لند (P2P)
- تقنيات دفتر الأستاذ الموزع
- التوقيعات الرقمية

### نظرية الألعاب الرياضية

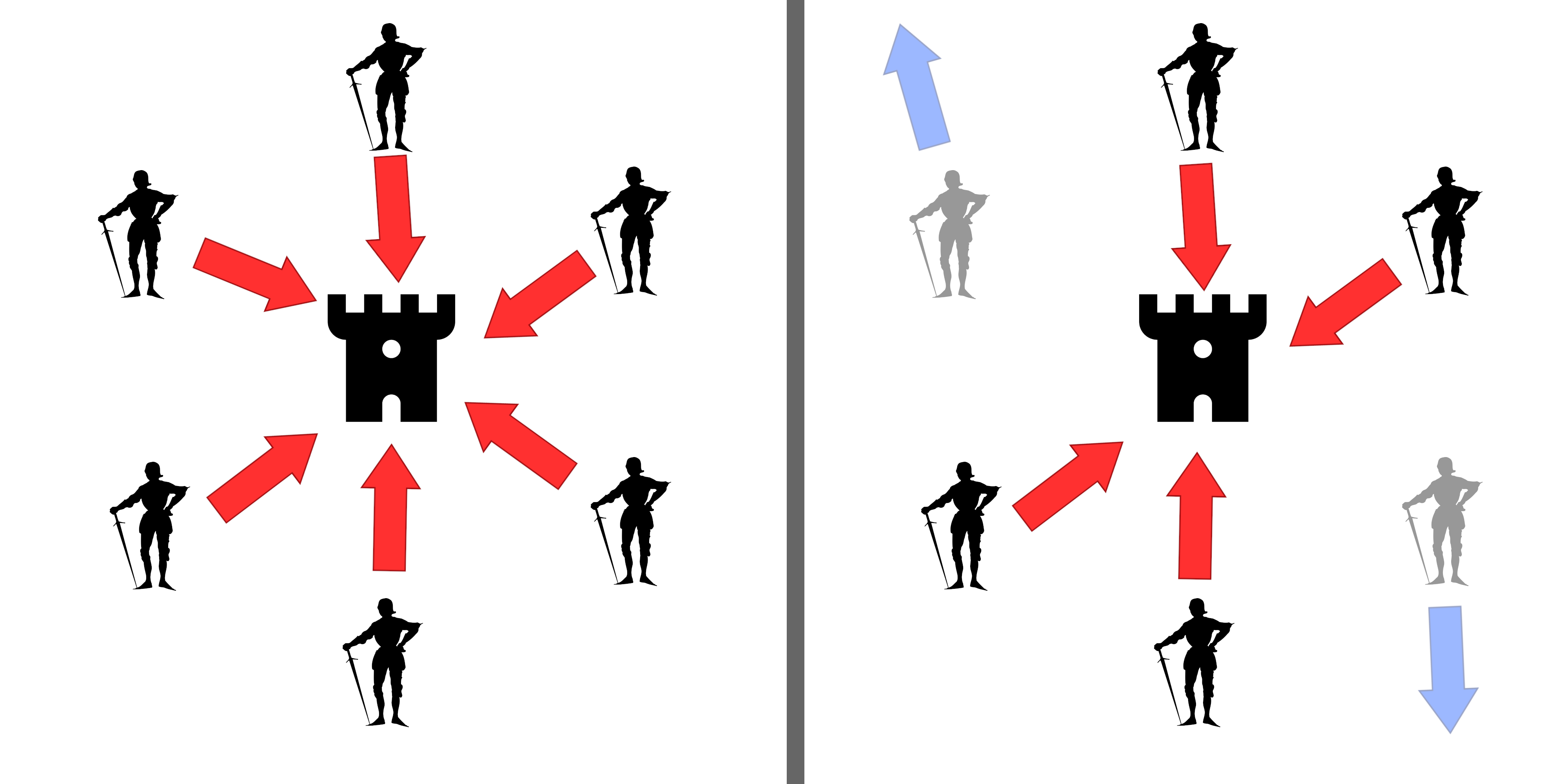
مسألة الجنرالات البيزنطيين : إذا قام جميع الجنرالات بالهجوم بالتنسيق، يتم كسب المعركة (على اليسار). إذا أعلن جنرالان زورًا أنهما يعتزمان الهجوم، ولكنهما يتراجعان بدلاً من ذلك، تُخسر المعركة (على اليمين).

تستخدم نظرية الألعاب نماذج رياضية لدراسة صنع القرار البشري العقلاني في بيئات تفاعلية وديناميكية، ولقد ثبت أن نظرية اللعبة أساسية لتطوير العملات المعماة وسلاسل الكتل التي تكمن وراء الاقتصاد المعمى، وهي أحد الأسباب التي جعلت سلسلة البيتكوين لم تتعرض للاختراق بعد أكثر من عقد منذ إنشائها، على الرغم من المحاولات العديدة. تشمل نماذج نظرية الألعاب الرياضية البارزة المطبقة على الاقتصاد المعمى ما يلي:
- معضلة السجينين
- مسألة الجنرالات البيزنطيين

## أنظر أيضا
- التبادل غير المركزي (DeFi)
- الاقتصاد الرقمي
- علم التعمية
- تقنية دفتر الأستاذ الموزع (DLT)

## روابط خارجية
- مختبر MIT اقتصاد التعمية
- اقتصاد التعمية - ويكي الجامعة